# 2001 en Bretagne
 Chronologie de la Bretagne
- 1997
- 1998
- 1999
- 2000
- 2001
- 2002
- 2003
- 2004
- 2005

Cette page recense des événements qui se sont produits durant l'année 2001 en Bretagne.

## Société

### Décès
- 12 juin à Brest : Paul Burckel (né le 3 mai 1915 à Brest), personnalité de la culture sourde, il est également le militaire sourd le plus médaillé de l'Histoire militaire des sourds. Il rejoint les Forces françaises libres durant la Seconde Guerre mondiale.